# Sceptridium underwoodianum
Sceptridium underwoodianum là một loài dương xỉ trong họ Ophioglossaceae. Loài này được Maxon Lyon mô tả khoa học đầu tiên năm 1905.